# Johanna Kühn
Johanna „Hanna“ Hedwig Elisabeth Kühn (* 9. September 1892 in Groß Liniewo, Kreis Berent; † 12. Oktober 1978 in Pretoria, Südafrika), geborene Ziebell, war eine deutsche Politikerin (SPD).

## Leben
Johanna Ziebell war Tochter eines Dorfschullehrers und arbeitete als Saisonarbeiterin oder Wirtschafterin. Sie heiratete 1916 den späteren Gewerkschaftsangestellten Heinrich Kühn (1894–1981) und trat 1921 der SPD bei. Bei der Berliner Wahl 1925 wurde Johanna Kühn für den Wahlkreis Charlottenburg 7 in die Berliner Stadtverordnetenversammlung gewählt. Nach 1928 zog das Ehepaar nach Schlesien um, da Heinrich Kühn dort Angestellter einer Gewerkschaft war. Nach der „Machtergreifung“ der Nationalsozialisten 1933 machte sie illegale Arbeit, unter anderem mit Ella Kay und Erna Maraun. Dazu gehörten auch Kurierfahrten nach Prag, wo Friedrich Stampfer im Vorstand der Exil-SPD tätig war.
Nach dem Zweiten Weltkrieg wurde Kühn bei der ersten Berliner Wahl 1946 in die Bezirksverordnetenversammlung von Charlottenburg und in die Stadtverordnetenversammlung von Groß-Berlin gewählt. Ende 1948 wanderte sie nach Südafrika aus, wo ihr Sohn schon seit 1935 lebte.